# Burch
Burch – nieoficjalna część wsi Orle w Polsce położona w województwie pomorskim, w powiecie wejherowskim, w gminie Wejherowo.
Miejscowość leży w paradolinie rzeki Redy na południowozachodnim krańcu Puszczy Darżlubskiej.
W latach 1975–1998 miejscowość położona była w województwie gdańskim.